# 宣川郡
座標: 北緯39度47分56.606秒 東経124度55分2.193秒 / 北緯39.79905722度 東経124.91727583度
宣川郡（ソンチョンぐん）は朝鮮民主主義人民共和国平安北道に属する郡。

## 地理

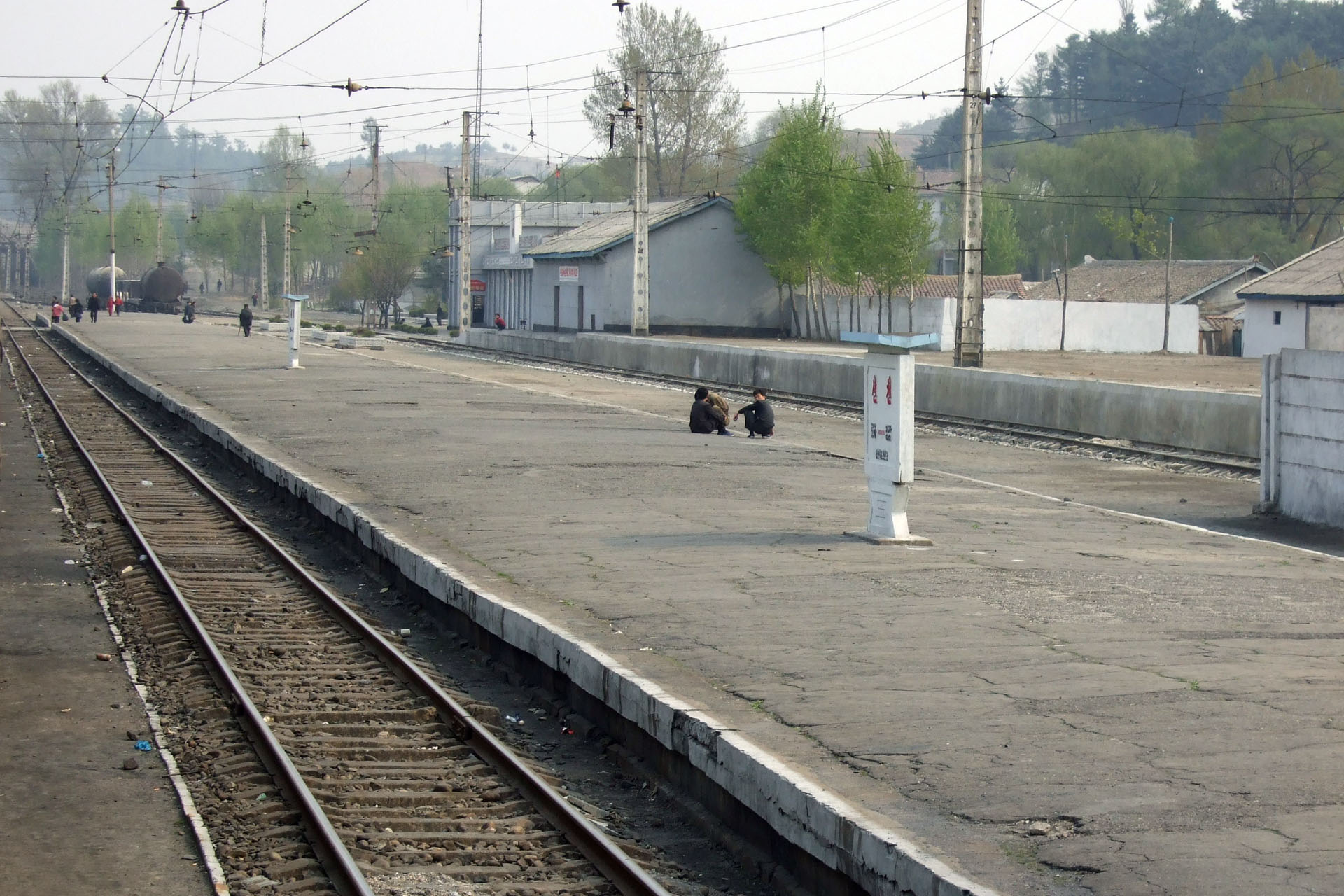
宣川駅

平安北道南部に位置し、東南に郭山郡、東北に亀城市、北に天摩郡、西北に東林郡と境を接する。南は黄海に面し、沖合には身彌島などの島々が浮かぶ。

## 行政区画
1邑・24里を管轄する。
| - 宣川邑（ソンチョヌプ） - 古府里（コブリ） - 古星里（コソンニ） - 路下里（ロハリ） - 文泗里（ムンサリ） - 白峴里（ペキョンニ） - 三峯里（サンボンニ） - 三省里（サムソンニ） - 石和里（ソクァリ） - 松峴里（ソンヒョンニ） - 水清里（スチョンニ） - 安上里（アンサンニ） - 薬水里（ヤクスリ） | - 延峯里（ヨンボンニ） - 雲従里（ウンジョンニ） - 円峯里（ウォンボンニ） - 院倉里（ウォンチャンニ） - 越川里（ウォルチョンニ） - 仁谷里（インゴンニ） - 仁巌里（イナムニ） - 日峯里（イルポンニ） - 長公里（チャンゴンニ） - 長腰里（チャンヨリ） - 真島里（チンドリ） - 孝子里（ヒョジャリ） |

## 歴史
高麗時代に通州と呼ばれた。1030年に宣州と改称されて防禦使が置かれ、朝鮮王朝時代の1413年に宣川と改められた。1563年に宣川府に昇格した。
1895年、行政区画再編により宣川郡となる。近代には朝鮮におけるキリスト教の中心地のひとつであった。
1945年8月時点で9面から構成されていた。1952年の北朝鮮の地方行政区画再編により、東林郡を分割、宣川郡（1邑28里）が再編成された。

### 年表
この節の出典
- 1914年4月1日 - 郡面併合により、平安北道郭山郡の一部(北面の一部)が宣川郡に編入。宣川郡に以下の面が成立。(9面)
  - 南面・東面・郡山面・台山面・邑内面・深川面・山面・水清面・新府面
- 1918年 - 邑内面が宣川面に改称。(9面)
- 1931年4月1日 - 宣川面が宣川邑に昇格。(1邑8面)
- 1943年10月1日 - 深川面の一部が鉄山郡站面に編入。(1邑8面)
- 1947年 (10面)
  - 宣川邑が宣川面に降格。
  - 山面が龍淵面に改称。
  - 南面の一部が分立し、雲従面が発足。
- 1952年12月 - 郡面里統廃合により、平安北道宣川郡宣川面・東面・郡山面・南面・台山面・雲従面および水清面・新府面の各一部、亀城郡梨峴面の一部、定州郡玉泉面の一部地域をもって、宣川郡を設置。宣川郡に以下の邑・里が成立。(1邑28里)
  - 宣川邑・越川里・仁谷里・南境里・路下里・松峴里・日峯里・長公里・孝子里・延峯里・古府里・三峯里・健砂里・三省里・巨浦里・龍淵里・七星里・円峯里・仁巌里・古星里・水清里・白峴里・安上里・文泗里・雲従里・院倉里・薬水里・長腰里・真島里
- 1953年 - 仁巌里の一部が古星里に編入。(1邑28里)
- 1954年 - 越川里の一部が宣川邑に編入。(1邑28里)
- 1958年 (1邑24里)
  - 龍淵里・巨浦里が合併し、石和里が発足。
  - 七星里が円峯里に編入。
  - 健砂里が三峯里に編入。
  - 南境里が路下里に編入。

## 交通

### 鉄道
- 平義線
  - 路下駅 - 宣川駅